# Heimioporus ivoryi
Heimioporus ivoryi är en svampart som först beskrevs av Rolf Singer, och fick sitt nu gällande namn av E. Horak 2004. Heimioporus ivoryi ingår i släktet Heimioporus och familjen Boletaceae.   Inga underarter finns listade i Catalogue of Life.